# Igreja Ortodoxa dos Gauleses
A Igreja Ortodoxa da Gália ou Igreja Ortodoxa dos Gauleses (em inglês: Orthodox Church of the Gauls - OCG; em francês: Église Orthodoxe des Gaules - EOG ) é uma Igreja cristã autônoma formada em 2006.
O primaz da Igreja Ortodoxa dos Gauleses é o bispo Gregory (Mendez), Bispo de Arles e o Abade do Mosteiro de São Miguel e São Martinho perto de Luzé na região de Touraine na França.
A Igreja Ortodoxa dos Gauleses faz parte da Comunhão das Igrejas Ortodoxas Ocidentais.

## Doutrina
A Igreja Ortodoxa dos Gauleses professa os ensinamentos doutrinários dos Concílios Ecumênicos de Nicéia, Constantinopla e Éfeso.

## História

### Ortodoxia Oriental
Em 1924, Louis-Charles Winnaert, um ex-padre católico romano, junto com seus adeptos, formou a Eglise catholique évangélique (Igreja Católica Evangélica), uma Igreja católica independente.
As diferenças entre a visão litúrgica de Kovalevski, de um lado, e Chambault e Mensbrugghe, do outro, bem como as notícias dos planos do patriarca Aleixo I de Moscou de consagrar Kovalevski como bispo da Igreja Ortodoxa Ocidental, geraram conflito. Falsas acusações de impropriedade por Kovalevski, apresentadas por Chambault e Mensbrugghe em 1953, resultaram na decisão do patriarca de remover Kovalevski de seu cargo de Administrador da Igreja Ortodoxa Ocidental, sem maiores investigações. Quando o engano foi posteriormente percebido após uma eventual investigação em setembro do mesmo ano, um enviado foi enviado a Kovalevski para se desculpar pelo julgamento precipitado. Porém, já era tarde demais. Kovalevski já havia renunciado à Igreja Ortodoxa Russa, e as paróquias e a maioria do clero da Igreja Ortodoxa Ocidental partiram com ele.

### Ortodoxia Ocidental
Após um período de negociação, um grupo da Igreja Ortodoxa dos Gauleses foi recebido no seio da Igreja Ortodoxa Copta Francesa em 2000. O grupo compreendia as seguintes comunidades, bem como uma série de outras diferentes clero:
- A Comunidade monástica de Saint Michel e Saint Martin, que segue a Regra de São Bento.
- A Comunidade Betânia - uma comunidade leiga de espiritualidade hesicasta, liderada na época pelo padre Alphonse e Rachel Goettmann em Gorze.[4]

Porém, alguns anos depois, em 2005, Abba Marcos emitiu uma carta insistindo que o clero deveria adotar o Rito Copta e, além disso, alegando que o uso das liturgias ocidentais nunca havia sido autorizado por ele. Não tendo tido oportunidade de apelar contra esta decisão, o clero afetado fez uma petição ao Papa Shenouda III de Alexandria em fevereiro de 2006 para uma audiência para discutir o assunto mais detalhadamente. Quando eles não receberam uma resposta até junho do mesmo ano, ficou claro que permanecer na Igreja Ortodoxa Copta Francesa significaria abandonar sua herança litúrgica e espiritual ortodoxa ocidental. Portanto, o clero demitiu-se da Igreja Ortodoxa Copta Francesa, levando consigo suas comunidades.

### Comunhão de Igrejas Ortodoxas ocidentais
Em 2007, a Igreja Ortodoxa dos Gauleses, a Igreja Ortodoxa Francesa e a Igreja Ortodoxa Celta estabeleceram a Comunhão das Igrejas Ortodoxas Ocidentais.
Nos anos de estabilidade desde então, através da expansão orgânica e da fundação de novas comunidades, a Igreja Ortodoxa dos Gauleses cresceu numericamente e hoje compreende várias paróquias, missões e casas monásticas na França, Bélgica, Espanha, Polônia, Estados Unidos da América, Brasil e Reino Unido.
Em agosto de 2018, o clero da Fraternidade Sacerdotal de São Cirilo e Metódio, junto com suas congregações, foram recebidos pelo bispo Gregory e estabelecidos por seu decreto como o exarcado polonês da Igreja Ortodoxa dos Gauleses, com o bispo Gorazd Sawickiego como seu Exarca.

## Relações com outras Igrejas
Desde abril de 2009, a Igreja Ortodoxa dos Gauleses está em plena comunhão com a Igreja Ortodoxa Ucraniana na América.

## No Brasil
No Brasil a Igreja Ortodoxa dos Gauleses conta um Exarcado, com sede em Manaus, sob a jurisdição do bispo Jonas Godinho e a Fraternidade Ortodoxa São Nicolau.

## Ligações Externas
- Site oficial (em francês)
- Fraternidade Ortodoxa São Nicolau